# Plain carré

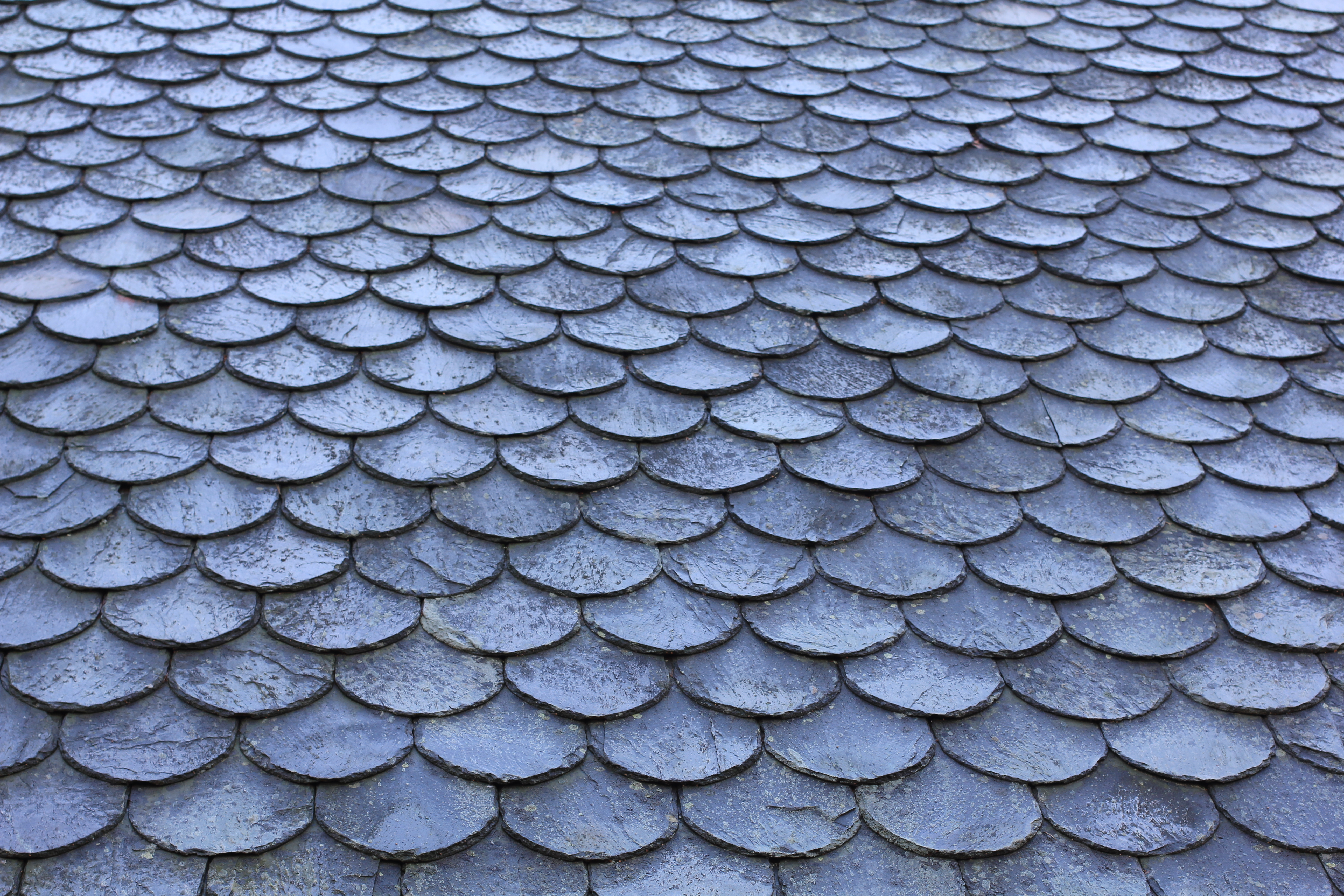
En Norvège, plain carré d'ardoise à pureau en écaille.

Le plain carré dit aussi plan carré ou plan couvert, est une partie de la couverture d'un pan de comble qui n'est affectée d'aucun ouvrage.
En toute rigueur, le plain carré, comme son nom l'indique, couvre un pan de comble plan ligné de niveau et perpendiculairement. Le premier trait qu'on y bat est le trait de niveau, puis on lui construit une perpendiculaire nommée trait carré qui est une ligne de plus grande pente. Le terme « plan couvert » parait avoir une acception plus générale incluant les façons brouillées qui n'usent pas du trait carré et n'alignent pas les liaisons. Cependant l'usage récent néglige le plus souvent cette nuance, au profit de l'acception la plus large.